# چچیما
چچیما (به ایتالیایی: Cecima) یک کومونه در ایتالیا است که در استان پاویا واقع شده‌است.

## خصوصیات
چچیما ۱۰٫۱ کیلومترمربع مساحت و ۲۶۲ نفر جمعیت دارد.